# 莫夏尼齊亞 (奧斯特羅赫區)
50°24′13″N 26°38′15″E / 50.40361°N 26.63750°E
莫夏尼齊亞（烏克蘭語：Мощаниця），是烏克蘭西北部的村莊，隸屬里夫內州的里夫內區。該村始建於1545年，面積4.12平方公里，海拔高度219米，2001年人口1,172，人口密度每平方公里284.7人。